# Rita Macedo
María de la Concepción Macedo Guzmán (Puebla de Zaragoza, Puebla, México; 21 de abril de 1925- Ciudad de México, México, 5 de diciembre de 1993), conocida como Rita Macedo, fue una actriz mexicana.

## Biografía y carrera

### Primeros años
María de la Concepción Macedo Guzmán nació en la ciudad de Puebla de Zaragoza en el estado de Puebla, México, el 21 de abril de 1925.  Sus padres fueron Miguel Macedo Garmendia y la escritora Julia Guzmán Esparza. Por parte de madre, Macedo era prima del cantante Enrique Guzmán. Sus padres se divorciaron apenas después de que Concepción nació. Desde los dos años de edad, fue internada en diversas instituciones por su madre. Su infancia transcurrió en internados entre México y los Estados Unidos. Su relación con su madre fue fría y distante, y con su padre fue prácticamente inexistente, lo que la convirtió en una niña tímida y retraída. Cursó los estudios de secundaria en el Colegio Williams y el Colegio Francés de la Ciudad de México.

### Inicios artísticos
En 1941, el director de cine Mauricio de la Serna, compró los derechos de la novela Divorciadas, autoría de su madre, Julia Guzmán. De la Serna quedó impresionado con el atractivo de Macedo y le ofreció un pequeño rol en la película Las cinco noches de Adán, protagonizada por Mapy Cortés. Eventualmente actuó en las cintas El ángel negro (1942), de Juan Bustillo Oro, con Isabela Corona e Internado para señoritas (1943), de Gilberto Martínez Solares, de nuevo junto a Mapy Cortés. En sus inicios, utilizó el nombre artístico de "Conchita Macedo".
En 1943, Macedo es elegida como ganadora del concurso WAMPAS Baby Stars, que era promovido por Hollywood buscando talentos en México.
Gracias a su triunfo en el certamen de la WAMPAS, en 1945 se reincorpora a su carrera cinematográfica. En 1947, consigue el papel coestelar en la cinta La casa colorada, junto a Pedro Armendáriz. Macedo también intentó probar fortuna en Hollywood, sin embargo, su paso por la industria fílmica estadounidense fue fugaz y efímero. En ese mismo año, trabaja con Joaquín Pardavé y Sara García en la cinta cómica El ropavejero.
En 1947, Macedo es elegida por el director Julio Bracho para estelarizar la película Rosenda. Fue cuando, por recomendación del director, Macedo adopta el nombre artístico de "Rita Macedo". Rosenda fue un éxito y marcó el inicio de su larga carrera en el cine.

### Cine
Tras el éxito de Rosenda, la carrera cinematográfica de Rita entra en ascenso. En 1949 trabaja de nuevo con Julio Bracho en la película biográfica San Felipe de Jesús, al lado de Ernesto Alonso. En ese mismo año trabaja a las órdenes de Emilio Fernández en Duelo en las montañas, junto a Fernando Fernández. Rita trabaja junto a Pedro Armendáriz en dos películas más: Por la puerta falsa (1950), dirigida por Fernando de Fuentes, y Por querer a una mujer (1951), dirigida por Ernesto Cortázar. También trabajó junto a Armando Calvo en las cintas Mi marido (1951) y Mi adorado salvaje (1952), ambas dirigidas por Jaime Salvador. En 1951, participa en la producción estadounidense Stronghold, de Steve Sekely, con Veronica Lake y Arturo de Córdova.
En 1955, Macedo trabaja por primera vez a las órdenes de Luis Buñuel en la cinta Ensayo de un crimen, protagonizada por Ernesto Alonso. En 1956, alterna con Pedro Infante en la cinta Pueblo, canto y esperanza. En 1958, trabaja de nuevo junto a Buñuel en la cinta Nazarín, donde realiza una de sus actuaciones más sobresalientes de su carrera cinematográfica. En ese mismo año, trabaja en la película Quinceañera, con Martha Mijares y Maricruz Olivier. En 1959, alterna con María Félix en la película La estrella vacía, basada en una novela de Luis Spota. 

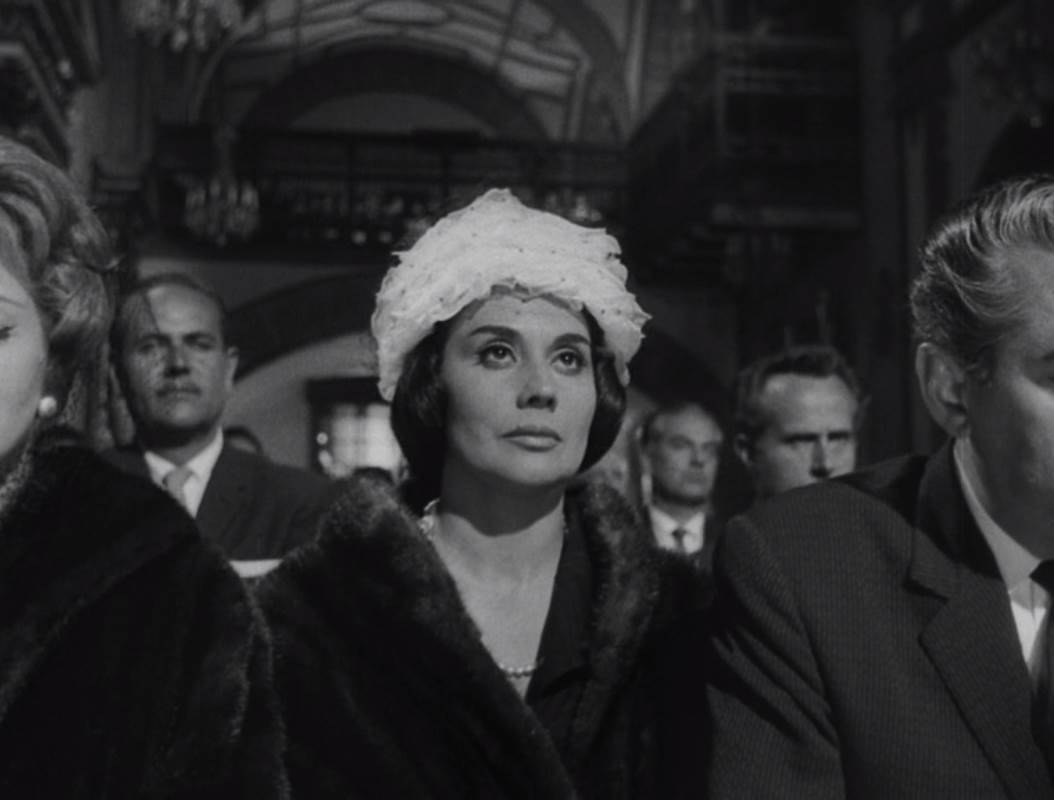
Macedo en El ángel exterminador (1962).

En 1960, Rita actúa junto a Ignacio López Tarso en la película Rosa Blanca, dirigida por Roberto Gavaldón. La película fue censurada y enlatada durante 12 años por tratar el tema de la compra de tierras mediante engaños de los gobiernos extranjeros para la explotación del petróleo en México. En 1962, su tercer embarazo le impidió concluir su participación en la cinta El ángel exterminador, que marcaría su tercera colaboración con Buñuel. En ese mismo año, Rita interpreta el rol principal del filme de terror La maldición de la Llorona, cinta donde su hija Julissa realiza una de sus primeras actuaciones. En 1963, trabaja a las órdenes del director Ismael Rodríguez en la película El hombre de papel, con Ignacio López Tarso y la actriz italiana Alida Valli. En 1969, interpreta a la Virgen María en la cinta Jesús, nuestro Señor, de Miguel Zacarías.
En 1972, Macedo es galardonada con el Premio Ariel a mejor actriz por su actuación en la cinta Tú, yo, nosotros, de Gonzalo Martínez Ortega. En ese mismo realiza otra de sus actuaciones más memorables en la cinta El castillo de la pureza, de Arturo Ripstein. En 1974, trabaja en la producción estadounidense Once Upon a Scoundrel, con el cómico Zero Mostel y Katy Jurado. En 1977 actúa con Silvia Pinal en la cinta Divinas palabras. En 1979, participa en la cinta Los Indolentes, de José Estrada.
Sus últimos trabajos cinematográficos fueron la cinta de terror de Carlos Enrique Taboada Veneno para las hadas (1984) y Cambiando el destino (1992), protagonizada por el grupo musical Magneto.

### Televisión
Rita Macedo actuó en la televisión mexicana desde sus inicios. A fines de los 1950s, trabajó en algunos teleteatros producidos por Manolo Fábregas.
En 1960, Macedo actuó en la telenovela La mujer dorada, producida por Ernesto Alonso para Televisa y protagonizada por la actriz española Amparo Rivelles. En ese mismo año protagoniza la telenovela Donde comienza la tristeza, junto a Carlos Cores. Entre las telenovelas más destacadas en las que Macedo participó se encuentran Las máscaras (1971), con Marga López; Hermanos Coraje (1972), protagonizada por su hija Julissa; Entre brumas (1973), con Chela Castro, interpretando el personaje antagónico; El manantial del milagro (1974), con su hija Julissa; Paloma (1975), con Ofelia Medina y Andrés García; Mundos opuestos (1976), con Ernesto Alonso y Lucía Méndez; Soledad (1980), con Libertad Lamarque y producida por Valentín Pimstein; Nuevo amanecer (1988) y Alcanzar una estrella (1990), producida por su hijo, Luis de Llano Macedo, y que sería el último melodrama en el que participó como actriz. Junto a Gabriela Ortigoza y Susan Crowley, Rita también fungió como guionista de la telenovela Baila conmigo (1992), también producida por su hijo Luis.
Rita también fungió como escritora y productora del programa de revista cultural Videocosmos, producido por su hijo Luis para Televisa entre 1983 y 1991.
En 1981, Rita participó en la miniserie de horror y suspenso de Televisa Otra vuelta de tuerca, con Angélica Aragón y Rogelio Guerra.
Su última intervención como actriz en televisión fue en el sitcom La edad de oro (1991), también producido por Luis de Llano y en donde compartió estelares con Rosita Arenas, Virma González, Manola Saavedra y Amparito Arozamena.

### Teatro
Macedo debutó en los escenarios teatrales en 1950 en la obra Sexteto, de Ladislas Fodor, primera obra dirigida por Manolo Fábregas. En 1954, actuó en la obra Mesas separadas, de Terence Rattigan, al lado de Ernesto Alonso y dirigida por Salvador Novo. En 1955 debutó como productora de teatro con la obra La mala semilla, de Maxwell Anderson, misma que lanzó la carrera de las entonces actrices infantiles Angélica María y María Rojo. En ese mismo año, protagonizó la obra Anastacia, de Marcelle Maurett, de nuevo junto a Alonso y con Novo como director. Macedo y Ernesto Alonso rentaron durante cinco años el Teatro Sullivan de la Ciudad de México para sus montajes teatrales. En 1957, produjo la obra La quinceañera impaciente, protagonizada por su hija Julissa. En ese mismo año, estelariza Réquiem para una monja, de William Faulkner. En 1958, ella y Ernesto Alonso producen y protagonizan Intermezzo, de Jean Giraudoux. En 1959, actuó en Las criadas, de Jean Genet, con Ofelia Guilmáin y Mercedes Pascual, bajo la dirección de José Luis Ibáñez.
En 1960, Macedo actúa en la obra Variaciones para cinco dedos, de Peter Shaffer, dirigida por Ibáñez, al lado de Susana Alexander. En ese mismo año protagoniza y produce la obra Dulce pájaro de juventud, de Tennessee Williams, al lado de Aldo Monti.
En 1961, protagoniza la obra ¡Ay papá, pobre papá! Estoy muy triste porque en el clóset te colgó mamá, de Arthur Kopit, dirigida por Juan José Gurrola, al lado de Julissa. 
En 1965, ella y Julissa actúan de nuevo juntas en la obra Mudarse por mejorarse, de Juan Ruiz de Alarcón, y en donde actúa también Beatriz Sheridan.
En 1966, participa con un pequeño rol en la obra Hay una chica en mi sopa, de Terence Frisby, protagonizada por Julissa y su entonces esposo, el cantante Benny Ibarra.
En 1972, Rita actuó en España en la obra El tuerto es rey. En 1973, actuó con Ignacio Retes en la obra Flores de papel, donde realizó un semi desnudo en escena. En 1975, Rita actúa en la obra La muchacha sin retorno, de Santiago Moncada, con Bertha Moss, bajo la dirección de Dimitrios Sarrás. Su último trabajo teatral fue en El hogar de la serpiente (1992), al lado de Alma Muriel.
Rita también trabajó como diseñadora de vestuario de las obras teatrales El show de los Cachúnes (1983), dirigida por su hijo Luis, y Vaselina con Timbiriche (1984-1985), dirigida por Julissa y protagonizada por el grupo musical Timbiriche.

## Otras actividades

### Moda
A principios de los años cincuenta, Macedo se asoció con el diseñador Armando Valdés Peza para abrir una casa de modas en la Colonia Juárez, Ciudad de México. Posteriormente, comenzó a desempeñarse como modista, apoyando con la confección de vestuarios para obras teatrales y producciones de televisión.

## Vida personal
Rita Macedo se casó en tres ocasiones. La primera de ellas en 1943, con el productor de televisión y teatro de origen español Luis de Llano Palmer, con quien procreó dos hijos: la actriz y cantante Julissa (nacida en 1944) y el productor de televisión, Luis de Llano Macedo (nacido en 1945). El matrimonio terminó en divorcio en 1946. Julissa fue criada por sus abuelos paternos y Luis por Julia Guzmán, la madre de Rita. Su segundo matrimonio fue con el aristócrata Pablo Palomino. Sin embargo, el matrimonio concluyó poco después en medio de violencia y maltratos. 
Su tercer matrimonio, en 1957, fue con el escritor Carlos Fuentes, con quién procreó una hija, la escritora Cecilia Fuentes. Octavio Paz fue quien le presentó a Fuentes. Durante su tercer matrimonio, Rita vivió en París, Londres, Roma, Venecia y Barcelona. Sin embargo, en 1969, al regresar a México, Macedo decidió divorciarse de Fuentes debido a sus infidelidades.
En 1973, Macedo comenzó un romance con el estadounidense Ron Porter. El romance concluyó tiempo después con la muerte de él.
Rita Macedo es abuela del cantante, compositor y actor Benny Ibarra y del también actor Alejandro Ibarra, hijos de Julissa.

## Muerte
En sus últimos años, Rita Macedo atravesaba por un cuadro de depresión. El 5 de diciembre de 1993, camino  a su casa, se encontró con su hijo Luis, a quien le dijo «Vengo a despedirme de ti». Él se lo comunicó a su hermana Cecilia,quien fue a casa de su madre y aparentemente la dejó más tranquila. Ese mismo día, Macedo se suicidó al dispararse en la boca con un arma de fuego dentro de su automóvil ubicado en su casa en la calle Galeana, San Ángel, Ciudad de México. Las primeras informaciones hablaban de que la muerte había sorprendido a la actriz a causa de un ataque cardiaco, pero conforme pasaron las horas, la realidad del suceso salió a flote. Los trámites legales se apresuraron con discreción para evitar especulaciones; de la misma forma los deudos decidieron llevar a cabo la sepultura de Rita de inmediato, sin velorio alguno. Rita Macedo fue incinerada y sus restos originalmente se colocaron en la capilla de Tlalpuente junto a los de su madre. Eventualmente, su hija Cecilia esparció parte de sus cenizas en algunas de sus ciudades favoritas.

## Legado

### Libro

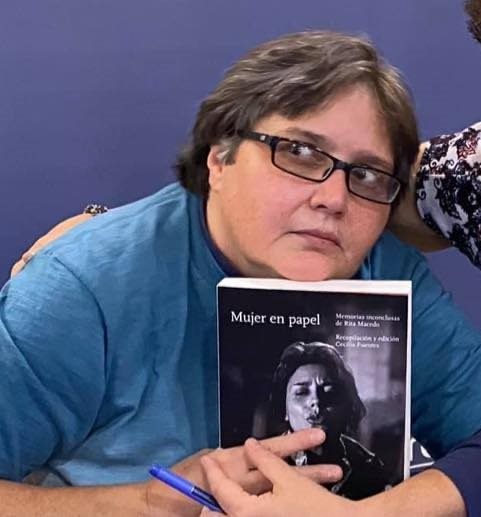
Cecilia Fuentes Macedo, hija de Rita, retratada en 2020 mientras sostiene una copia del libro Mujer en papel: Memorias inconclusas de Rita Macedo (2019).

En 2019, veintiséis años después de su muerte, las memorias de Rita Macedo fueron publicadas en el libro Mujer en papel: Memorias inconclusas de Rita Macedo. El libro lo concibió parcialmente Rita poco antes de su muerte. Su hija Cecilia fue la encargada de guardar la redacción de su madre. Después de la muerte de Rita, Cecilia buscó varias maneras de publicar el libro, pero una serie de desacuerdos familiares y problemas de derechos de autor le impidieron hacerlo durante mucho tiempo. El principal problema que Cecilia enfrentó fue utilizar la correspondencia que su padre, el escritor Carlos Fuentes, sostuvo con Rita durante sus años de matrimonio. Los protectores del legado de Carlos Fuentes le impidieron utilizarlo. Lo que Cecilia pudo hacer fue utilizar estas cartas para concluir las memorias que su madre dejó inconclusas. El libro finalmente lo publicó Trilce Ediciones en diciembre de 2019.

## Filmografía

### Películas
- 1942, Las cinco noches de Adán
- 1942, El ángel negro
- 1943, Internado para señoritas
- 1946, El barchante Neguib
- 1947, El ropavejero
- 1947, Cinco rostros de mujer
- 1947, Felipe fue desgraciado
- 1947, La casa colorada
- 1948, Adventures of Casanova
- 1948, Rosenda
- 1948, El gallero
- 1949, Otoño y primavera
- 1949,  Duelo de montañas
- 1949, San Felipe de Jesús
- 1949, El rencor de la tierra
- 1950, Las joyas del pecado
- 1950, Por la puerta falsa
- 1951, Mi marido
- 1951, Corazón de fiera
- 1951, El señor gobernador
- 1951, Manos de seda
- 1951, Por querer a una mujer
- 1951, Stronghold
- 1951, Salón de belleza
- 1952, Mi adorable salvaje
- 1953, Las infieles
- 1955, Ensayo de un crimen
- 1955, La mujer ajena
- 1956, Los bandidos de Río Frío
- 1956, El medallón del crimen (El 13 de oro)
- 1956, Pueblo, canto y esperanza
- 1957, Pies de Gato
- 1957, Las últimas banderas
- 1958, Nazarín
- 1959, La Reina del Cielo
- 1959, La estrella vacía
- 1960, Una bala es mi testigo
- 1960, Quinceañera
- 1961, El globero
- 1961, Juana Gallo
- 1961, Rosa Blanca
- 1962, El ángel exterminador
- 1962, Cielo rojo
- 1963, La maldición de la Llorona
- 1963, El hombre de papel
- 1963, A Bullet for Billy the Kid
- 1963, En la mitad del mundo (
- 1964, Neutrón contra el criminal sádico
- 1964, El fugitivo
- 1965, Nosotros los jóvenes
- 1965, Hombres de roca
- 1969, Paula
- 1970, Los corrompidos
- 1970, Los ángeles de la tarde
- 1971, El juicio de los hijos
- 1971, Jesús, nuestro Señor
- 1971, Victoria
- 1972, La mujer honesta
- 1972, Tú, yo y nosotros
- 1972, El castillo de la pureza
- 1974, Once Upon a Scoundrel
- 1974, La otra virginidad
- 1975, Espejismo en la ciudad
- 1977, Los indolentes
- 1977, Divinas palabras
- 1980, Ángel del barrio
- 1984, Veneno para las hadas
- 1992, Cambiando el destino

### Guionista
- 1992, Baila conmigo

### Programas de televisión
- 1981, Otra vuelta de tuerca
- 1991, La edad de oro

### Productora
- 1983-1991, Videocosmos

### Telenovelas
- 1960, Donde comienza la tristeza
- 1962, Prisionera
- 1963, Las modelos
- 1963, Traicionera
- 1964, La mujer dorada
- 1965 La impostora
- 1967 La casa de las fieras
- 1969 Secreto para tres
- 1970, La sonrisa del diablo
- 1971, Las máscaras
- 1972, Hermanos Coraje
- 1973, Entre brumas
- 1974, El manantial del milagro
- 1974, La tierra
- 1975, El milagro de vivir
- 1975, Paloma
- 1976, Mundos opuestos
- 1978, Pasiones encendidas
- 1979, Mi amor frente al pasado
- 1980, Soledad
- 1981, Una limosna de amor
- 1983, Amor ajeno
- 1985,  Angelica
- 1986, Herencia maldita
- 1988, Nuevo amanecer
- 1990, Alcanzar una estrella

### Teatro
Actriz
- 1950, Sexteto
- 1951, Mi amor es un león
- 1954, Mesas separadas
- 1955, La pequeña choza
- 1955, La comezón del séptimo año
- 1955, Mala semilla
- 1955, Anastacia
- 1956, Vals de aniversario
- 1956-1963, Poesía en voz alta
- 1957, La quinceañera impaciente
- 1957, Hotel paraíso
- 1957, Réquiem para una monja
- 1958, Intermezzo
- 1959, Las criadas
- 1960, Variaciones para cinco dedos
- 1961, Dulce pájaro de juventud
- 1961, Tal día como hoy
- 1961, La hija de Raccini
- 1961, ¡Ay papá, pobre papá! Estoy muy triste porque en el clóset te colgó mamá
- 1964, Los maridos de mamá
- 1965, Mudarse por mejorarse
- 1966, Hay una chica en mi sopa
- 1970, El Tío Vania
- 1972, El tuerto es rey
- 1973, Flores de papel
- 1982, ¿Que pasó con Frankenstein?
- 1992, El hogar de la serpiente blanca

Como vestuarista
- 1983, El show de los Cachúnes
- 1984, Vaselina con Timbiriche